# Newsarama
Newsarama é um website dedicado à cobertura jornalística de notícias relacionadas à histórias em quadrinhos americanas. Lançado oficialmente em 2002, ele se tornou nos anos seguintes uma fonte de notícias citada por inúmeros periódicos, como o The New York Times e a Entertainment Weekly. A American Library Association lista-o como uma referência digital na área e em 2008, o site ganhou o Eisner Award de "Melhor periódico relacionado a quadrinhos"